# Mae Rai
Mae Rai (Thai: แม่ไร่) is een tambon in amphoe (district) Mae Chan in Thailand. De tambon had in 2005 8072 inwoners en bestaat uit acht mubans.